# آنیسه لاوودراما
آنیسه لاوودراما (فرانسوی: Anicet Lavodrama‎؛ زادهٔ ۴ ژوئیهٔ ۱۹۶۳) بازیکن بسکتبال اهل جمهوری آفریقای مرکزی بود. وی در بازی‌های المپیک تابستانی ۱۹۸۸ شرکت کرده‌است.